# Casa Delfina Bonet
La casa Delfina Bonet és un edifici situat al passeig de Gràcia, 39 de Barcelona, catalogat com a bé cultural d'interès local. Es troba a l'anomenada illa de la Discòrdia, entre la casa Ramon Mulleras i la casa Ametller.

## Història
L'edifici original fou projectat el 1871 pel mestre d'obres Jaume Brossa i Mascaró per a Santiago Torruella. El 1901, se'n reformaren els baixos i se li afegí un nou pis, obres probablement dutes a terme pel mateix Brossa.
Posteriorment, la finca va passar a mans de Delfina Bonet i de Madrid-Dávila (†1959), filla de Josep Bonet i Alabern, propietari d'unes mines de carbó a Saldes (Berguedà) i director del Ferrocarril de Manresa a Berga entre 1885 i 1914. El 1916, va encarregar-ne a l'arquitecte Marcel·lià Coquillat la reforma, «consistente en derribo de algunos muros interiores para ensanchar los patios laterales y convertir totalmente en almacenes la planta baja, derribo de la escalera, de las cocinas y de algunos tabiques de distribución, cubrir el jardín con una planta baja y sótano y rebajar la profundidad del sótano actual, cubrir el patio central hasta el nivel del piso principal y sobre éste con una claraboya o baldosas de vidrio haciendo un altillo para portería, entre la planta baja que tiene cinco metros de altura; modificar nueve aberturas en la fachada, el antepecho del terrado y la cornisa del mismo; cambiar diez antepechos de balcón, construir una tribuna mirador en el piso principal y otra en el primero, con sus repisas correspondientes, levantar una miranda en el terrado, que ocupará desde la línea de fachada hasta la segunda crujía junto a la escalera, construcción de cuarto en el terrado y por último desconchar el revoque de la fachada, cambiando algunos elementos decorativos, sin hacer modificaciones en más huecos o aberturas que en las nueve de que se ha hecho mención», obtenint una menció d'honor en el concurs d'edificis i establiments d'aquell any: «La casa de Dª. Delfina Bonet, reconstruída por el arquitecto Sr. Coquillat, es en su aspecto exterior de composición fastuosa y bien sentida, rica en su conjunto, con grandes zócalos y columnas de mármol en su planta baja y suntuosas tribunas y balaustradas en su fachada, que recuerda el estilo plateresco y termina en gracioso frontón, muy bien compuesto y bien ejecutado. Hállase emplazada en aquella manzana del Paseo de Gracia, en la cual dispútase la primacía tres de nuestros más famosos Arquitectos; y es de justicia reconocer que el edificio de que se trata no es nota discordante en aquel concierto de afinadas notas arquitectónicas. En su interior ha debido luchar el Arquitecto con serias dificultades, no siempre bien vencidas, impuestas sin duda por la reconstrucción, sobre la obligada base del edificio antiguo, si bien se echa de ver que de la nueva distribución se ha obtenido todo el partido posible, siendo de aplaudir las condiciones higiénicas y de salubridad de que se ha dotado á la nueva casa.»

## Descripció
Consta de planta baixa, pis principal i quatre pisos més. Els baixos estan formats per tres obertures, la central de les quals és la porta d'entrada, inserida dins d'un arc carpanell que descansa sobre dos contraforts amb la imposta decorada. Al centre de l'arc hi ha una gran mènsula amb ornamentació de fulles d'acant, la qual trenca el recorregut d'un estret fris amb relleus circulars. La porta, de ferro forjat, presenta en la seva part superior un treball consistent en dos tondos en el qual s'insereixen dos caps masculins (un d'ells, un cavaller) acompanyats d'un entramat de garlandes. Sota aquest conjunt s'hi ha disposat un fris amb caps grotescos envoltats de volutes. Als laterals dels baixos s'aprecien dues pilastres, el capitell de les quals està ornamentat amb un medalló amb l'interior buit i envoltat de garlandes. Aquest element decoratiu estarà molt present a la façana, sigui d'aquesta manera o inserit dins d'una cartel·la.
L'element preeminent de l'edifici és la tribuna central, compartida pels pisos principals i primer. S'articula mitjançant dos cossos amb dos arcs de mig punt i dobles columnes. A l'arquitrau és on es disposa la decoració en relleu sobre la pedra. Al centre dels arcs hi ha un òcul amb un medalló coronant-lo. A les claus dels arcs es repeteix el motiu del medalló, aquest cop inserit dins d'una cartel·la. Els elements més singulars, però, se situen als carcanyols, i són dos tondos amb caps inserits al seu interior. Són similars als vistos a la porta, amb la diferència que aquells eren de ferro i aquests són de pedra. Aquests elements recorden a l'arquitectura renaixentista. Els dos pisos tenen dos balcons més en forma d'arc de mig punt, sostingut per sengles pilastres amb capitells corintis i coronat per un medalló. El balcó es tanca amb una balustrada sustentada per dues mètopes. Aquestes estan embellides amb un relleu d'un medalló cadascuna.
El pis següent, és a dir, el segon, experimenta una lleugera pèrdua de decoració. Les quatre obertures dels balcons són rectangulars i ja no compten amb els arcs de mig punt dels pisos principal i primer. Al capdamunt, però, s'hi aprecia un fris amb relleus d'un gerro i volutes. Els balcons tenen una balustrada sobre mètopes, correguda en el cas de les dues obertures centrals, actuant així com a coronament de la tribuna. El tercer pis presenta el mateix nombre de balcons, que ja no tenen una balustrada de pedra, sinó una barana de ferro. Sí que compten amb un entaulament més vistós que el del pis inferior, imitant un ordre clàssic i amb un element circular envoltat de volutes al capdamunt. En el cas de les dues obertures laterals, es tracta d'un medalló buit; en canvi, als dos espais centrals és un tondo amb un cap.
El gran coronament de la façana, que és flanquejat per grans volutes amb relleus de garlandes al seu interior, allotja l'últim pis. Aquest està dividit per una successió de tres arcs que conformen les tres obertures, tancades cadascuna per la seva pròpia balustrada, sota la qual s'hi disposa un fris amb un floró central. L'entaulament del coronament consta d'un fris amb una successió de relleus mostrant fusts acanalats i florons.
Un dels locals comercials és la perfumeria Regia, fundada el 1928, dins de la qual s'ubica el museu del Perfum.